# Kopalnia Węgla Kamiennego Halemba
Das Steinkohlenbergwerk Halemba (poln. Kopalnia Węgla Kamiennego Halemba) ist ein fördernder Steinkohlenbetrieb in Ruda Śląska, Polen. Das Bergwerk, das zur Gruppe Polska Grupa Górnicza (PGG) gehört, hat am 1. Juli 2016 seine Selbstständigkeit verloren und ist jetzt ein Betrieb innerhalb des neu gegründeten Steinkohlenbergwerks Ruda.

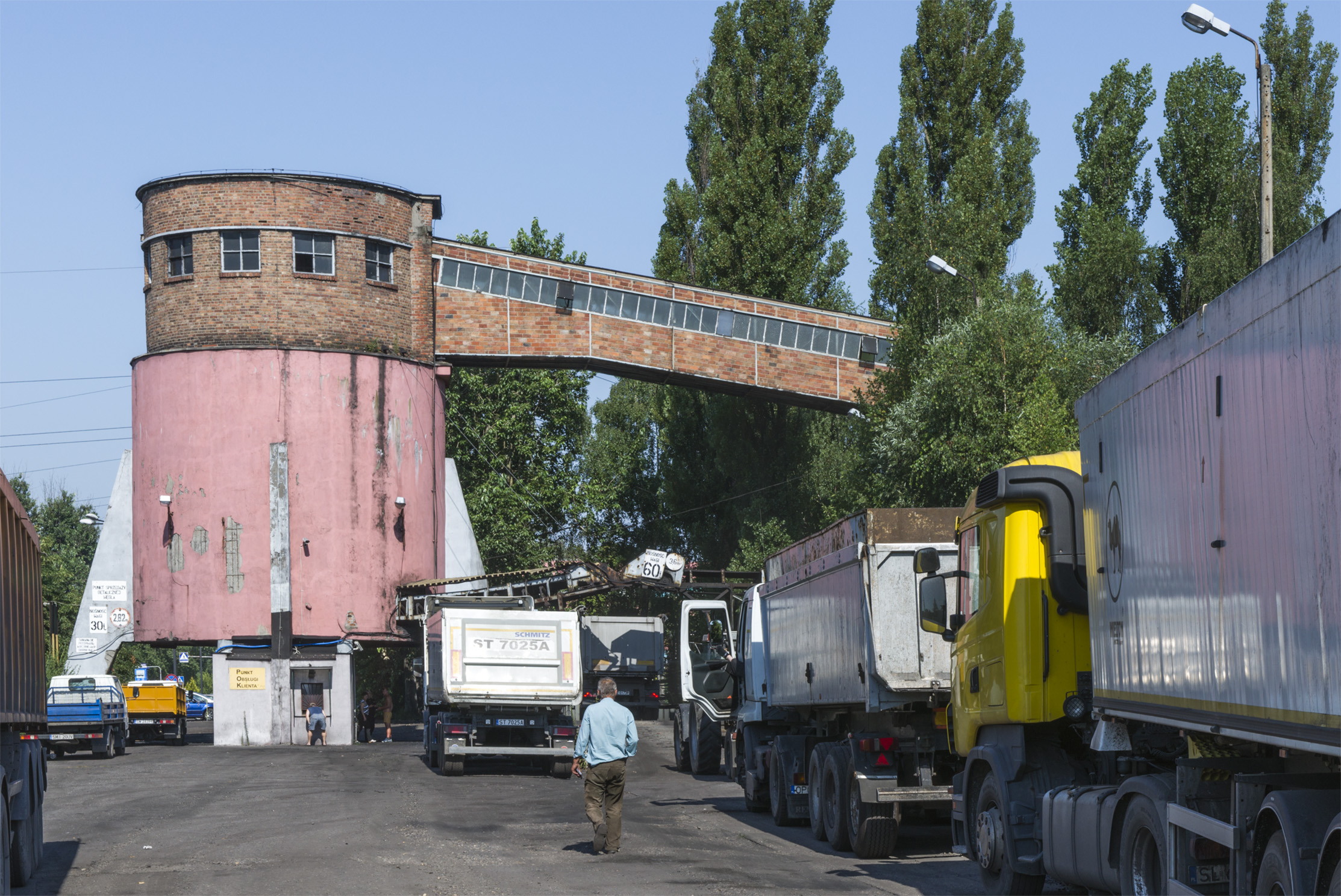
Landabsatz

## Geschichte

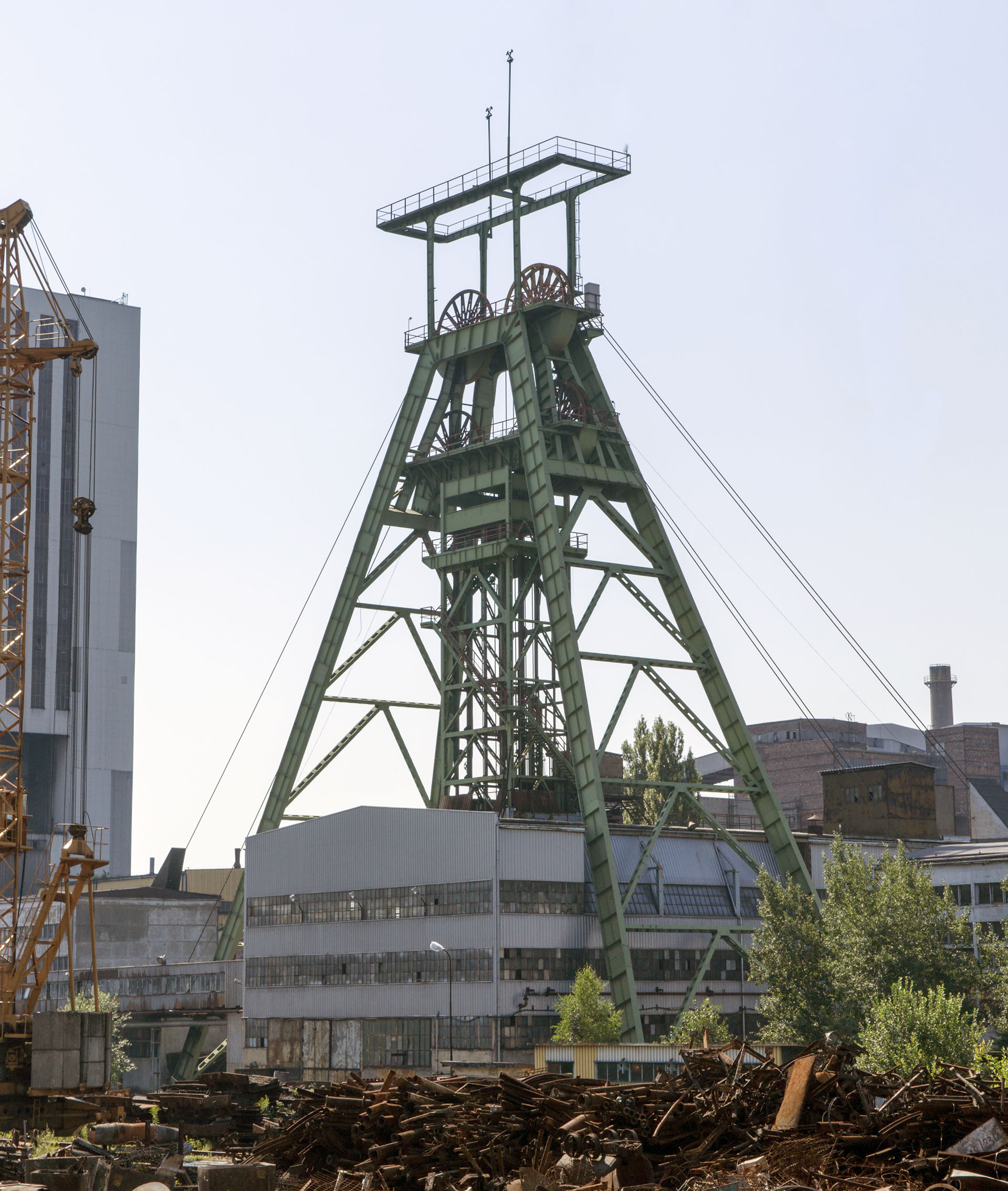
Doppelbock über Schacht Grunwald 2

Im Jahr 1942 begannen die Schaffgotsch’schen Werke im Südwestfeld des Bergwerks Wirek einen Schacht mit dem Namen „Godulla“ bis 90 m abzuteufen. Kurze Zeit später begann man mit dem Bau eines Wärmekraftwerks gleichen Namens. Hierzu wurden Insassen des Außenlagers „Althammer“ des KZ Auschwitz-Birkenau eingesetzt. Es kam jedoch während des Zweiten Weltkriegs nicht mehr zur Fertigstellung beider Anlagen.

### Halemba
Nach dem Zweiten Weltkrieg ruhten die Pläne zur Fertigstellung eines neuen Bergwerks eine Zeitlang, bevor aufgrund der großen Nachfrage nach Kokskohle der Beschluss gefasst wurde, die Arbeiten an einem Bergwerk in Halemba 1950 wieder aufzunehmen. Die Fertigstellung des lange geplanten Bergwerks erfolgte am 1. Juli 1957, die des Kraftwerks am 12. Oktober 1962.
Das Bergwerk förderte von Anbeginn an sowohl thermische als auch Kokskohle, verfügte aber nicht über eine eigene Kokerei.
Am 21. November 2006 ereignete sich eine schwere Methangasexplosion, bei der 23 polnische Bergleute den Tod fanden. Obwohl der Bereich, in dem sich das Unglück ereignete, seit März 2006 wegen hoher Methangasaustritte aus Sicherheitsgründen geschlossen worden war, hatte man anderthalb Tage vor dem Unglück die Kumpel in diesen Bereich geschickt, um teures Gerät im Wert von 70 Millionen Złoty (17 Millionen Euro) zu bergen.

### Halemba – Wirek
Am 26. Juli 2007 kam es zu einem Verbund der beiden Bergwerke Halemba und Polska Wirek unter dem Namen Halemba-Wirek. Diese Fusion hatte jedoch keinen Bestand, weil man nach kurzer Zeit beschloss, den Förderstandort von Nowy Wirek im Laufe des Jahres 2014 stillzulegen.

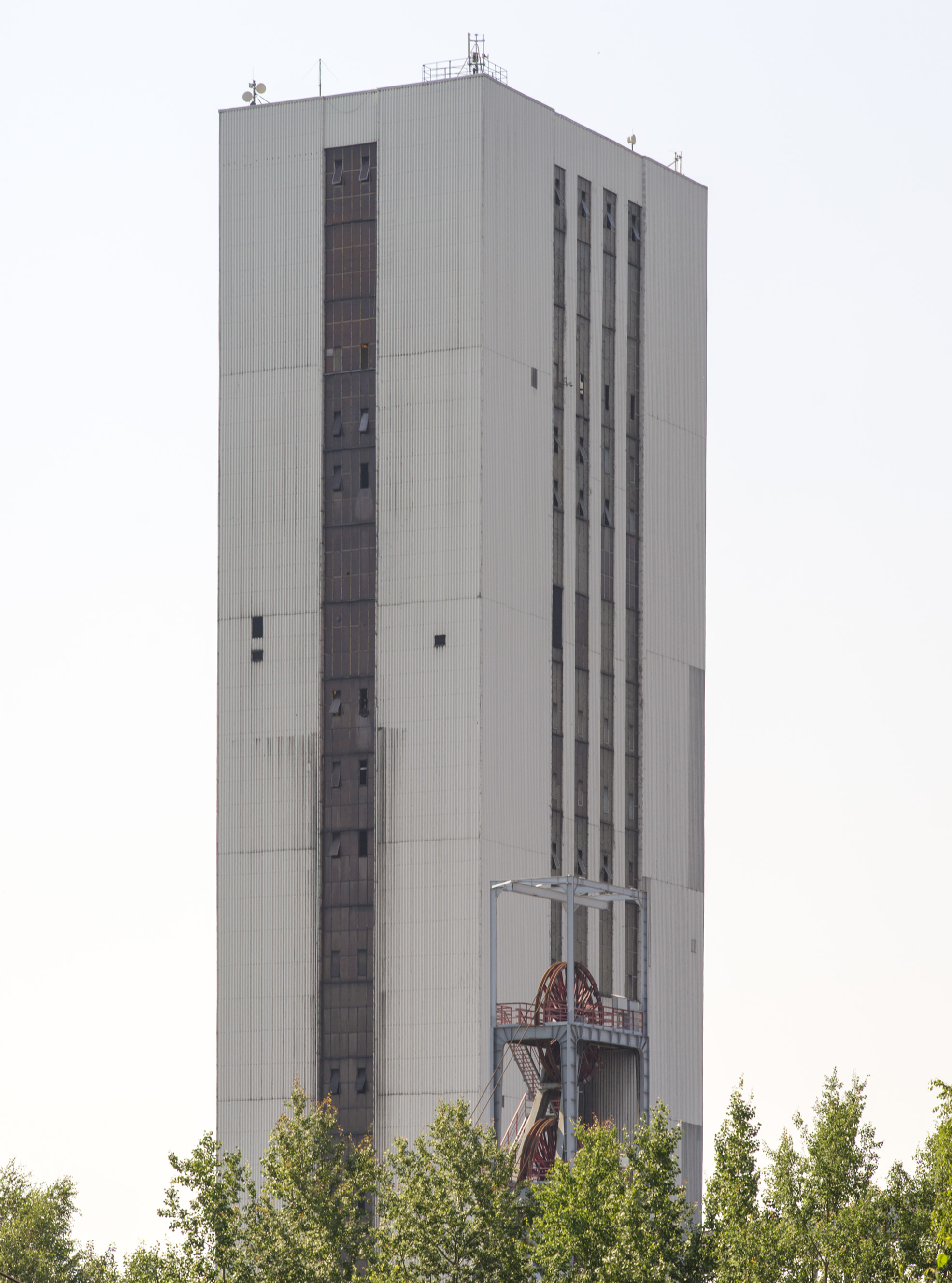
Schächte Grunwald 3 und 4

## Gegenwart
Das Bergwerk verfügt derzeit über folgende sechs Schächte
- „Grunwald II“ (Doppelstrebengerüst Kozlov; Lage): Seilfahrt und Materialtransport
- „Grunwald III“ (Förderturm Basztowa): Bergbau (Skipy 30-Tonnen von 1.030 mi 17,5-Tonnen von 830 m)
- „Grunwald IV“&#144;: Turm Streben, dwulin, Material und bergab
- „Ost“ (Wschodni; Lage): Wetterschacht
- „Nord“ (Pólnoc; Lage ) I/II: ausziehende Wetterschächte mit teufgerüstähnlichen Befahrungen

Seine Berechtsame beträgt 24,1 km², die Förderung findet auf drei Sohlen in 525, 830 und 1030 Metern Tiefe statt. Im 31. März 2016 arbeiteten 2.656 Personen auf Halemba und förderten täglich ungefähr 9.000 t. Mit einem Verlust von 46,77 zł pro geförderter Tonne Kohle (Stand 1. Halbjahr 2014) belegte das Bergwerk Platz 8 von den 15 damals im Besitz der KWSA befindlichen Bergwerke.
Nach der Übernahme von „Halemba“ durch die 2016 neu gegründete Polska Grupa Górnicza wurde dieses Bergwerk zusammen mit den Anlagen „Bielszowice“ und „Pokój“ in dem neuen Verbundbergwerk „Ruda“ zusammengefasst. Das Bergwerk ist Endpunkt einer Zweigstrecke der Bahnstrecke Katowice Ligota–Gliwice.

## Förderzahlen
1970: 2,40 Mio. t; 1979: 4,50 Mio. t